# Miguel da Hungria

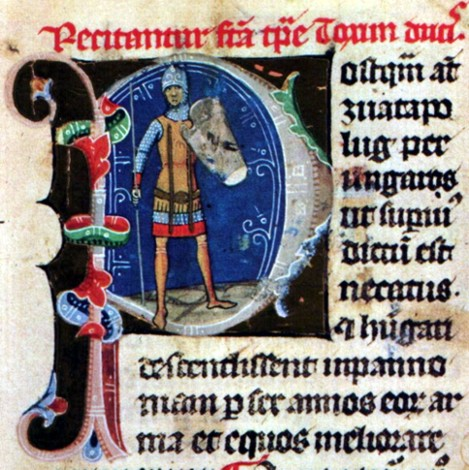
Taxis segundo a Crônica Iluminada

Miguel (em húngaro: Mihály; após 960–995 ou c. 997) foi membro da Casa de Arpades, um filho mais jovem do grão-príncipe Taxis. Muitos detalhes de sua vida são incertos. Quase todos os reis húngaros após 1046 descendem dele. Segundo o historiador húngaro György Györffy, Miguel recebeu um ducado de seu irmão Géza. Historiadores eslovacos especificam que ele administrou o Ducado de Nitra entre cerca de 971 e 997. Contudo, nenhuma dessas teorias foram universalmente aceitas pelos historiadores.

## Vida
Anônimo, o autor desconhecido do final do século XII de Feitos dos Húngaros, narra que o pai e Miguel, Taxis, obteve sua esposa "da terra dos cumanos". Porém, as terras dominados pelos cumanos à época do Anônimo eram controladas pelos pechenegues até da década de 1150. Portanto, Györffy propôs que sua esposa era filha de um líder tribal pechenegue. Outros, incluindo Zoltán Kordé e Gyula Kristó, dizem que o relato de Anônimo pode referir-se a uma origem cazar ou búlgara do Volga.
Miguel foi o filho mais novo de Taxis. Györffy diz que ele ainda era menor de idade quando foi batizado cerca de 972. Ele recebeu o batismo junto de seu irmão mais velho Géza, que sucedeu seu pai como grão-príncipe à época. Miguel foi nomeado em honra ao arcanjo Miguel. Segundo Györffy, o uso frequente do nome "Béla" por seus descendentes – quatro reis e dois duques portaram esse nome – implica que foi o nome pagão de Miguel. Ele também escreve que a terminação "a" de seu nome exclui a possibilidade de ser um empréstimo de uma língua eslava, pois "a" é uma terminação feminina nessas línguas. Em vez disso, propôs que o nome deriva do título turco bojla.
Segundo Györffy, Miguel era um íntimo aliado de seu irmão, pois não há prova de que sua relação foi alguma vez tensa. Portanto, Györffy continua, Géza "provavelmente deu um dos ducados" no Principado da Hungria para Miguel, embora não há registro desses eventos. Segundo Steinhübel, Miguel recebeu o "Ducado de Nitra" em torno de 971. Seu colega, Ján Lukačka, adiciona que foi Miguel que quebrou "a resistência dos nobres locais" nesse ducado.
O destino de Miguel é desconhecido; Györffy propôs que ele morreu antes de seu irmão (que morreu em 997) ou renunciou de seu ducado em favor do filho de Géza, Estêvão I, sem resistência. Por outro lado, Steinhübel escreve que Miguel foi assassinado em 995, uma ação "pelo qual seu irmão foi provavelmente responsável". Lukačka igualmente diz que Miguel "foi morto, aparentemente, sob ordens de" Géza. Finalmente, Vladimír Segeš também diz que Géza assassinou Miguel, de acordo com ele entre 976 e 978, mas ele escreve que Miguel foi sucedido por seu próprio filho, Ladislau, o Calvo.

## Família
O nome dos dois filhos de Miguel, Basílio (Vazul) e Ladislau foi preservado.  De acordo com Györffy, "é possível" que a esposa de Miguel esteve relacionada com Samuel da Bulgária, pois os nomes de seus filhos foram populares entre os governantes ortodoxos, incluindo os membros da dinastia dos cometópulos. Györffy adiciona que Miguel casou-se com sua esposa búlgara quando entrou na maioridade cerca de 980.

## Árvore genealógica da Casa de Arpades
|-